# نادية (اسم)
نادية اسم علم مؤنث عربي، وبعضهم يرسمه بالألف «ناديا». والأصح كتابته بالتاء.
معناه: النديَّة، الرطبة من أثر الندى أو المطر، الكريمة، السخية.
وهو اسم علم شخصي مؤنث، وله انتشار في الوطن العربي، وفي أوروبا وأمريكا.
ولاسم نادية أصل سلافي ويوناني قديم معناه الأمل.
ومن الأسماء المشابهة والمتعلقة: نادِية ندوة نادى.

## الشخصيات
- نادية الجندي ممثلة مصرية.
- ناديا بتروفا لاعبة كرة مضرب روسية.
- نادية علي مغنية باكستانية أمريكية.
- ناديا كومانتشي لاعبة جمباز رومانية.
- نادية بيورلين ممثلة سويدية أمريكية.
- نادية فارس ممثلة مغربية فرنسية.
- نادية لطفي ممثلة مصرية.
- نادية أبو الحاج عالمة إنثروبولوجي فلسطينية أمريكية.
- نادية ياسين سياسية إسلامية مغربية.
- نادية يونس دبلوماسية مصرية.
- نادية المنصوري مغنية مغربية.
- نادية مصطفى مغنية مصرية.
- نادية عزت ممثل مصرية.
- ناديا خوست كاتبة سورية.
- نادية رفيق ممثلة مصرية.
- نادية العراقية ممثلة عراقية مصرية.
- نادية العاصي ممثلة لبنانية كويتية.
- نادية الفاني مخرجة تونسية.
- ناديا قزي عازفة بيانو أمريكية لبنانية.
- ناديا منفوخ مغنية سورية.
- نادية جمال راقصة وممثلة مصرية لبنانية.
- نادية العلي كاتبة نسوية عراقية.
- ناديا عودة ممثلة أردنية فلسطينية.
- نادية الشناوي ممثلة مصرية.
- ناديا إيجافيني عدائة بحرينية مغربية إيطالية.
- نادية بنعيسى مغنية ألمانية مغربية.
- نادية خيري ممثلة مصرية.
- نادية سيف النصر ممثلة مصرية.
- نادية سليمان ناشطة أمريكية.
- نادية شكري ممثلة مصرية.
- نادية صقر مذيعة كويتية
- نادية صالح مذيعة مصرية.
- نادية شكري روائية مصرية.
- نادية شعبان سياسية تونسية.
- نادية عوني سقطي طبيبة سورية سعودية.

### شخصيات خيالية
- ناديا الشخصية الرئيسية في مسلسل الأنمي الماسة الزرقاء